# Споменик Дражи Михаиловићу у Канади
Споменик Дражи Михаиловићу у Канади је први споменик овом генералу у Канади.
Споменик се налази у Бинбруку, код Хамилтона.

## Историја споменика
Споменик генералу Дражи Михаиловићу, рад канадског вајара Зигија Пуште, свечано је откривен и освећен 23. септембра 2001. године. Споменик је подигло „захвално српство са Организацијом српских четника Равна Гора и црквеношколским општинама”. Председник Одбора за подизање споменика био је Рајко Ђурђевић из Хамилтона.
Споменик је изливен у Тајланду. Изливен је у бронзи и представља фигуру у стојећем ставу у натприродној величини. Скулптура је постављена на висок постамент.
Чин освећења извршили су епископ Новограчаничке митрополије г. Лонгин, епископ г. Дамаскин, архијерејски заменик и намесник за Канаду протојереј Ђуро Вукелић, парох хамилтонски о. Војислав Павловић и остало свештенство у присуству велике масе света, сабораца и следбеника четничке равногорске идеје. Један од главних говорника на откривању био је протојереј Жарко Гавриловић који је овом приликом дошао из Србије.